# 주머니나방과
주머니나방과(Psychidae)는 나비목에 속하는 분류이다. 애벌레가 흙, 식물 등으로 집을 짓는다. 주머니나방, 차주머니나방, 남방차주머니나방 등이 있다. 천적으로는 박새가 있다. 애벌레 시기에 집을 짓는 다른 곤충으로는 나방과 비슷하게 생긴 나비인 팔랑나비가 있다. 약 1,350여 종을 포함하고 있다.

## 하위 분류
- Epichnopteriginae
- Metisinae
- 나리키아아과 (Naryciinae)
- 오이케티쿠스아과 (Oiketicinae)
- Placodominae
- Pseudarbelinae
- Psychinae
- Scoriodytinae
- 탈레포리아아과 (Taleporiinae)
- Typhoniinae

## 사진

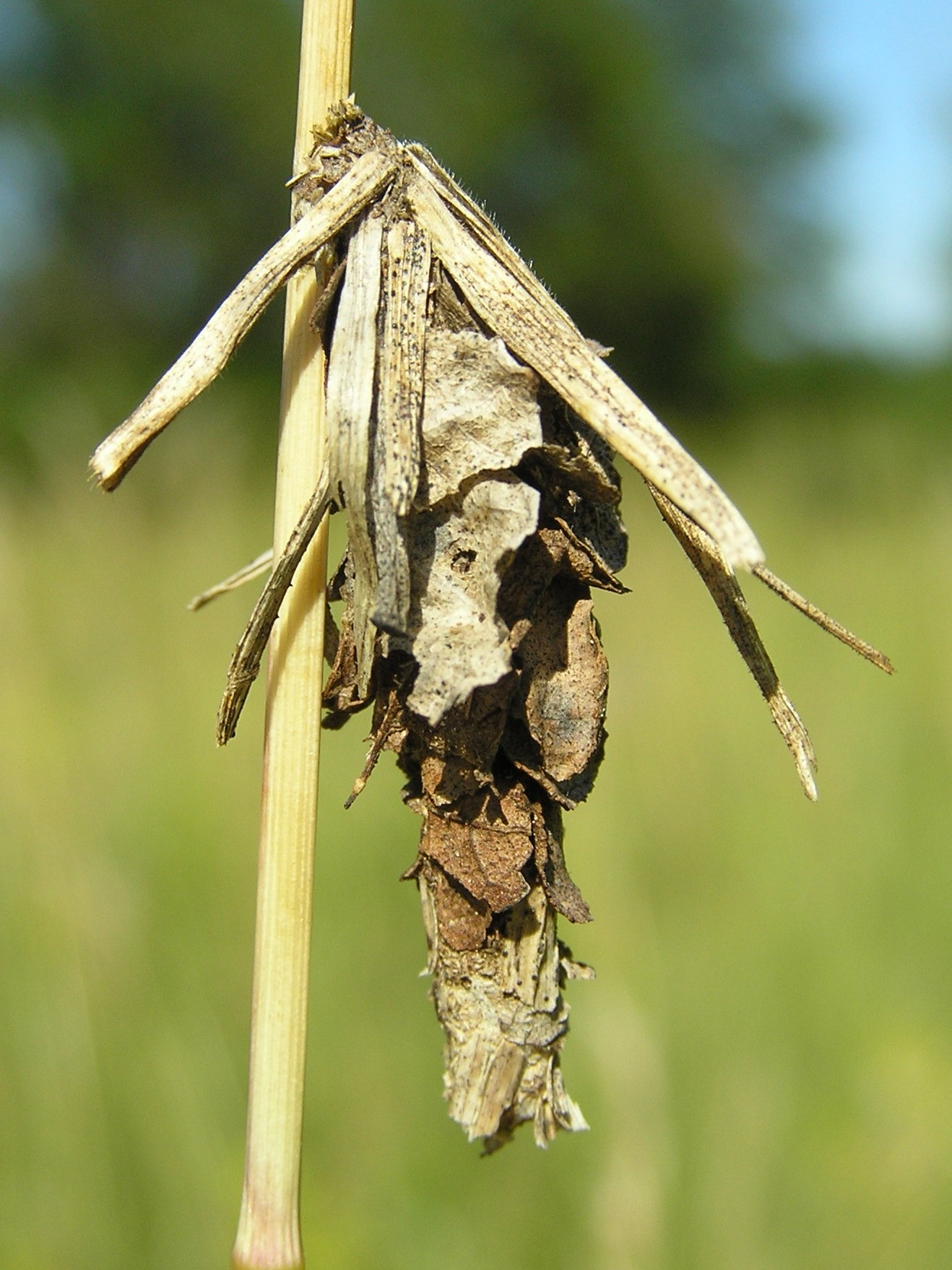
Canephora hirsuta
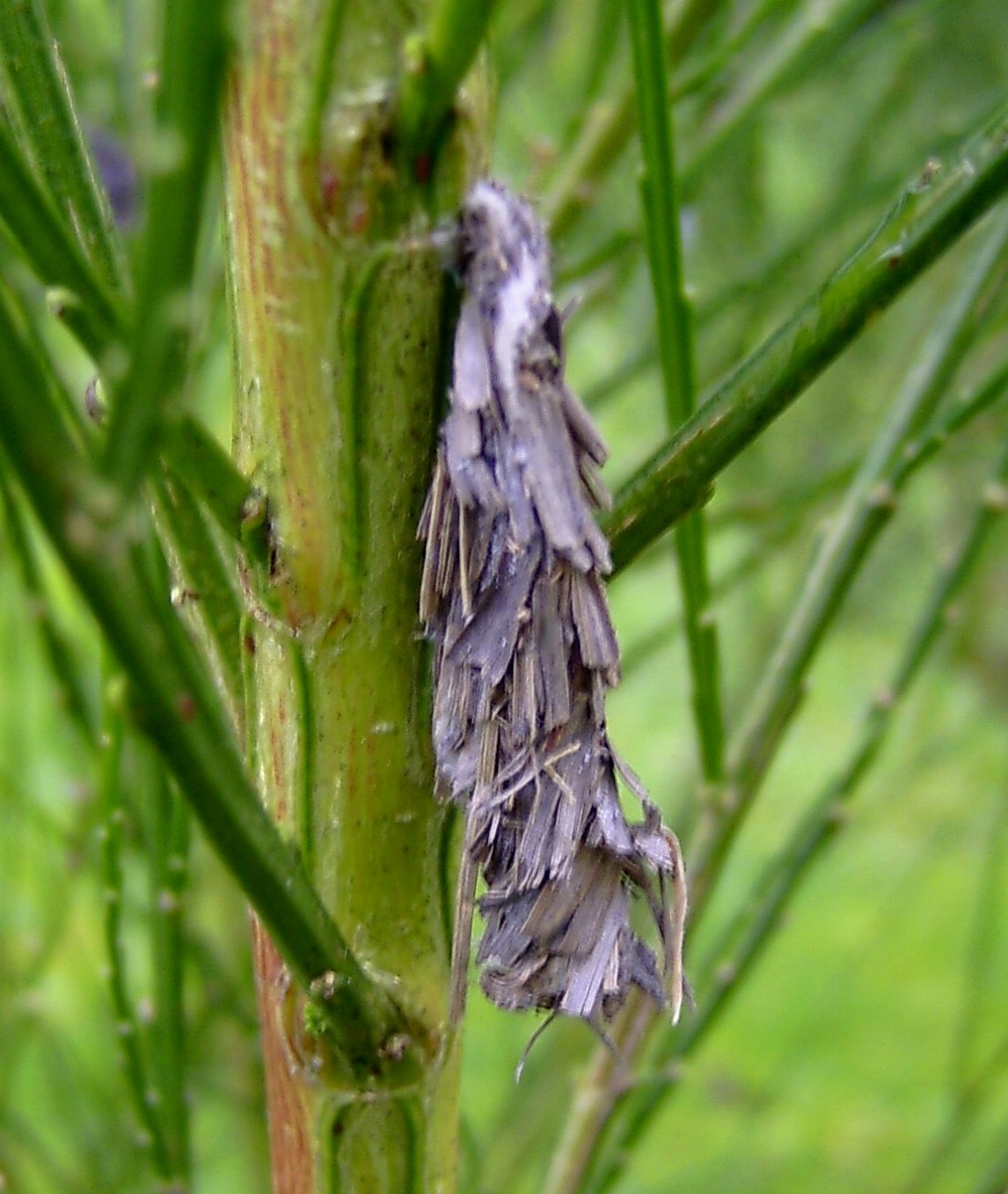
Pachythelia villosella
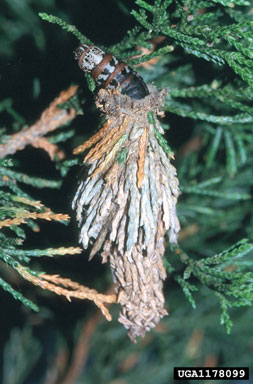
Thyridopteryx ephemeraeformis
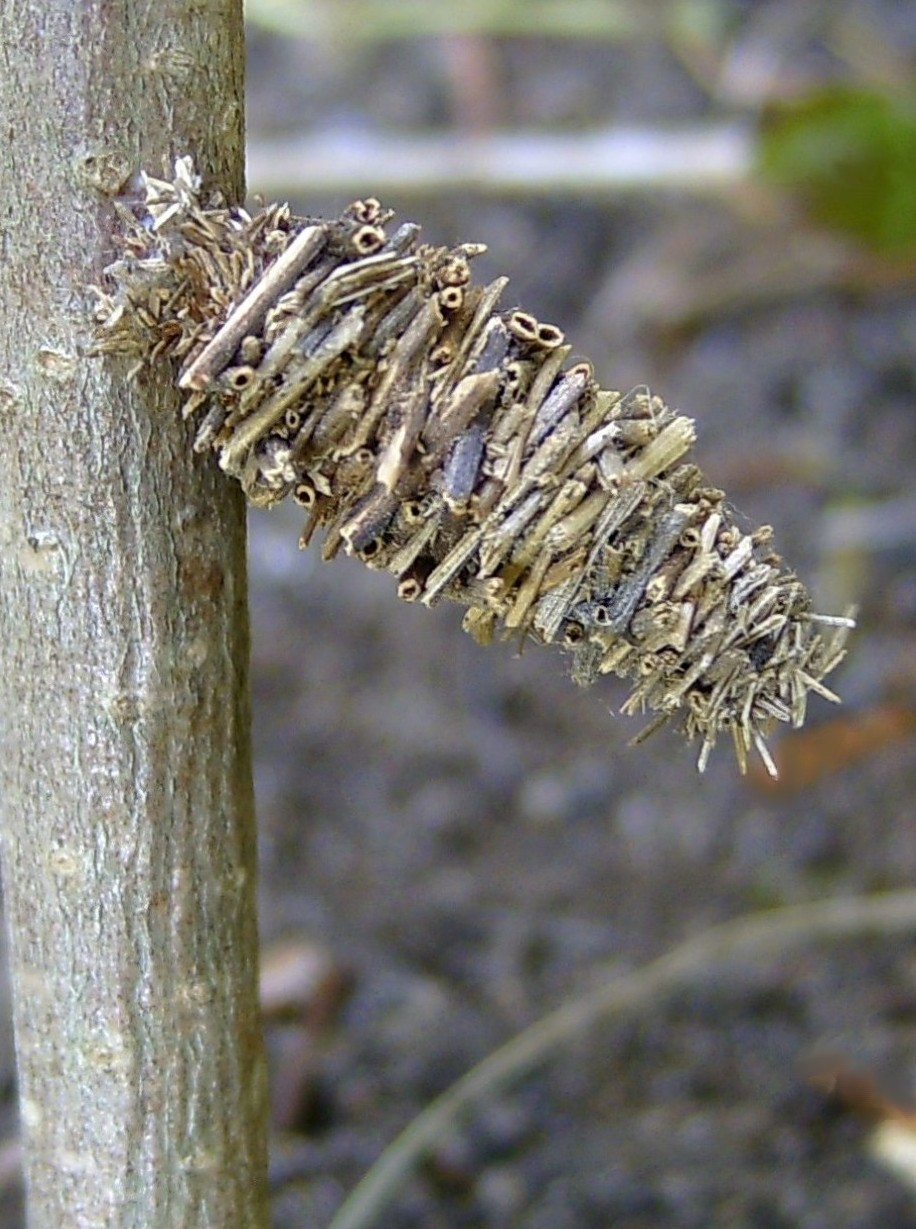
Megalophanes viciella
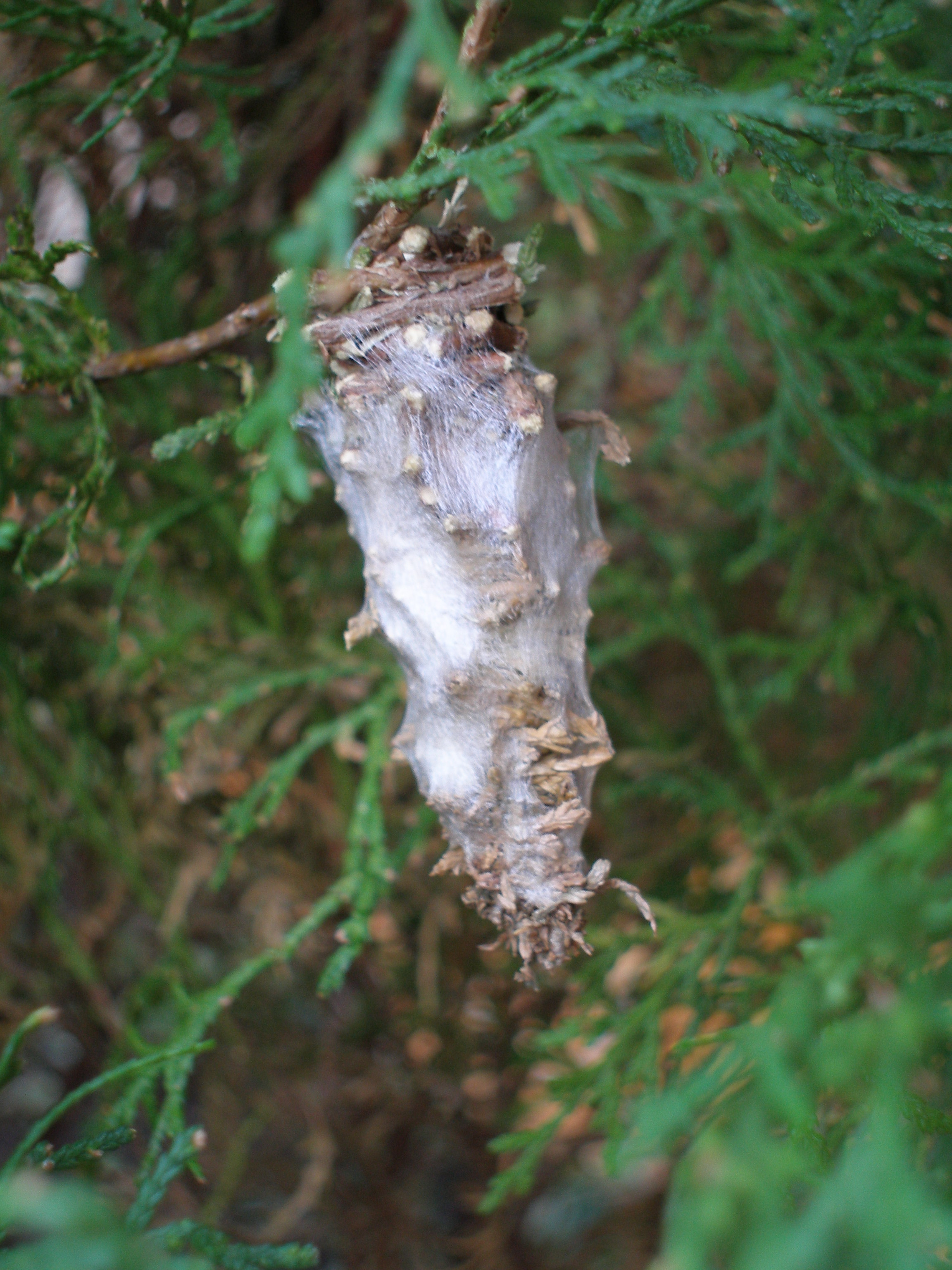
Oiketicus kirbyi
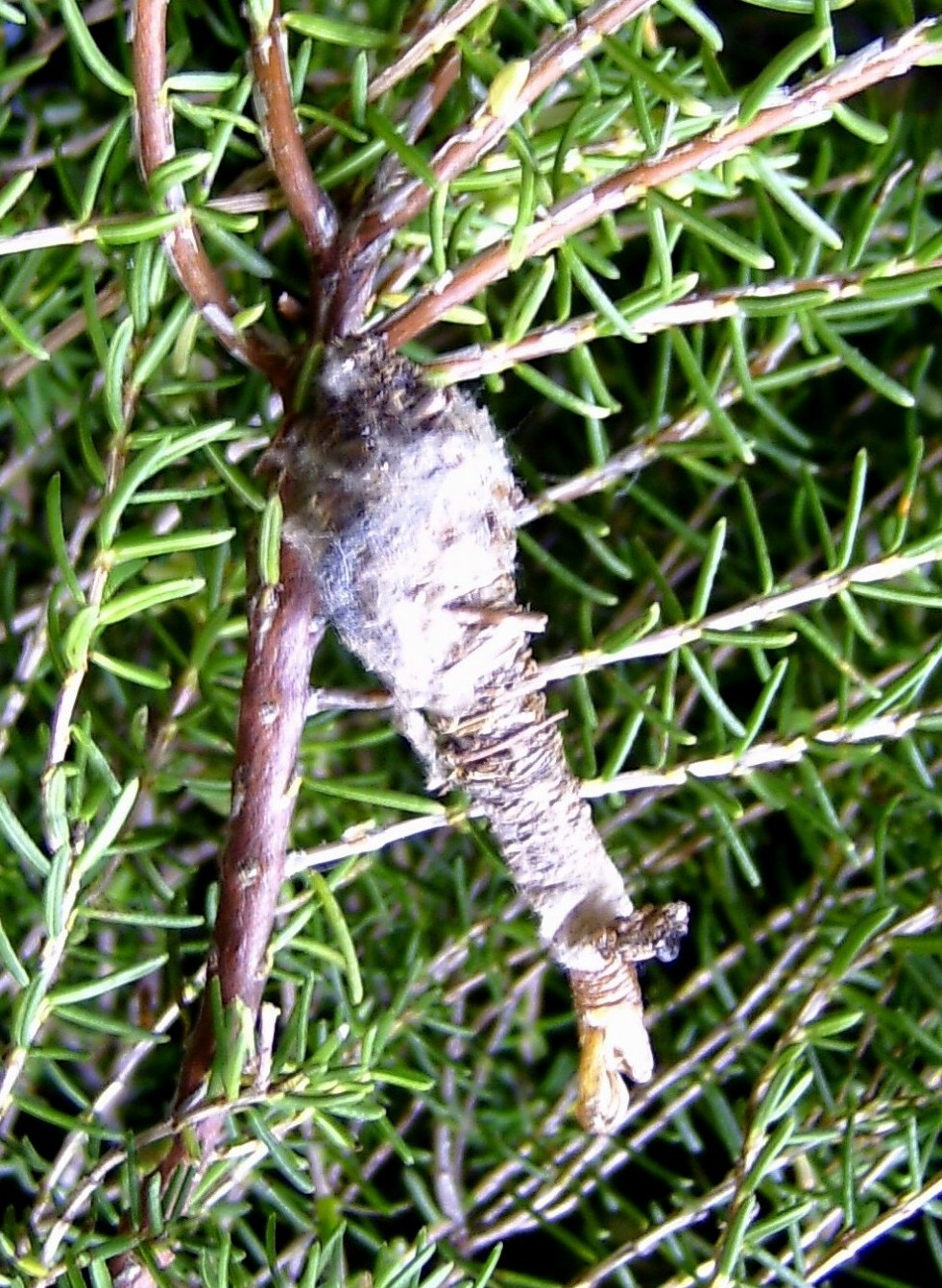
Phalacropterix graslinella
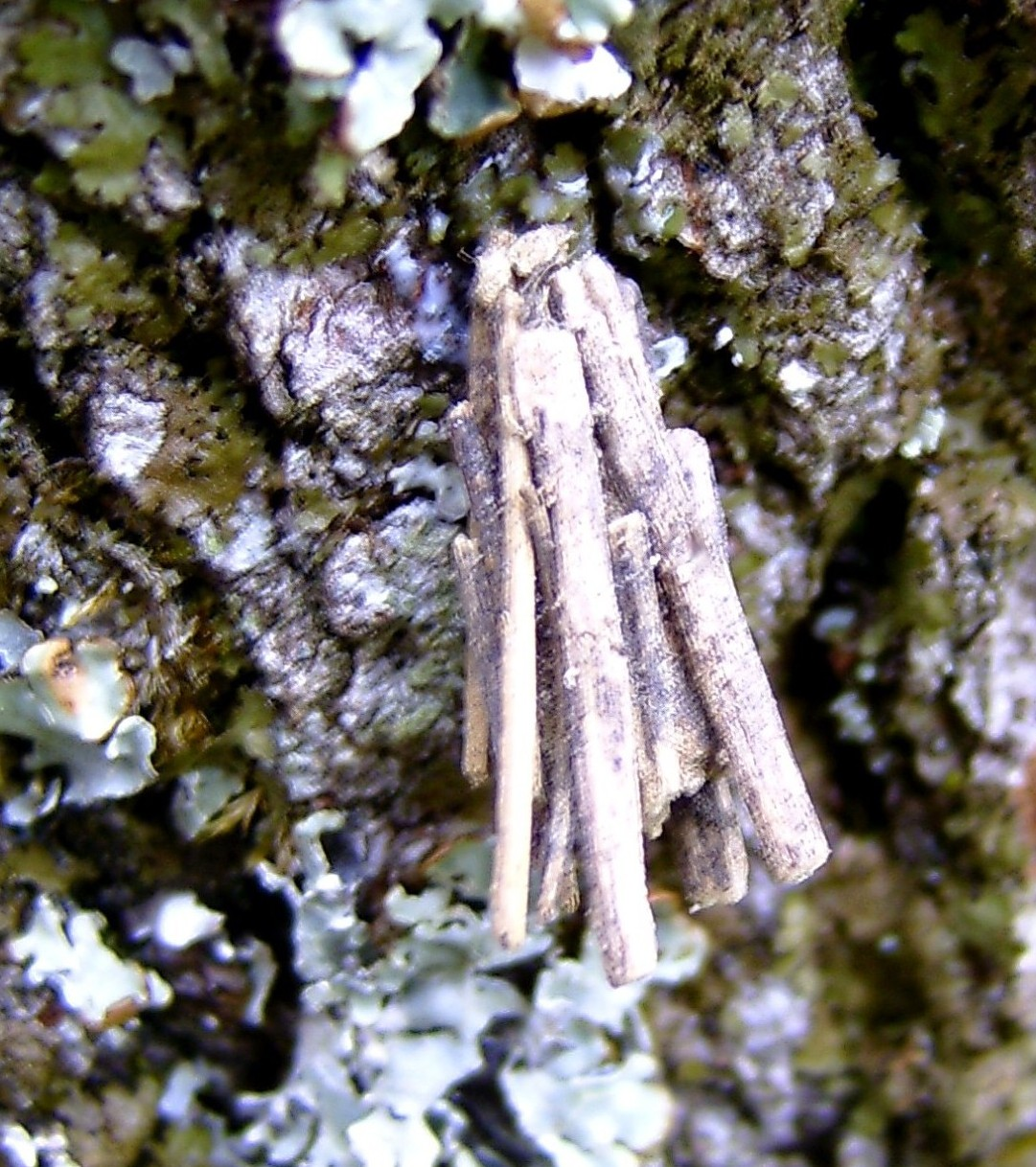
Psyche crassiorella
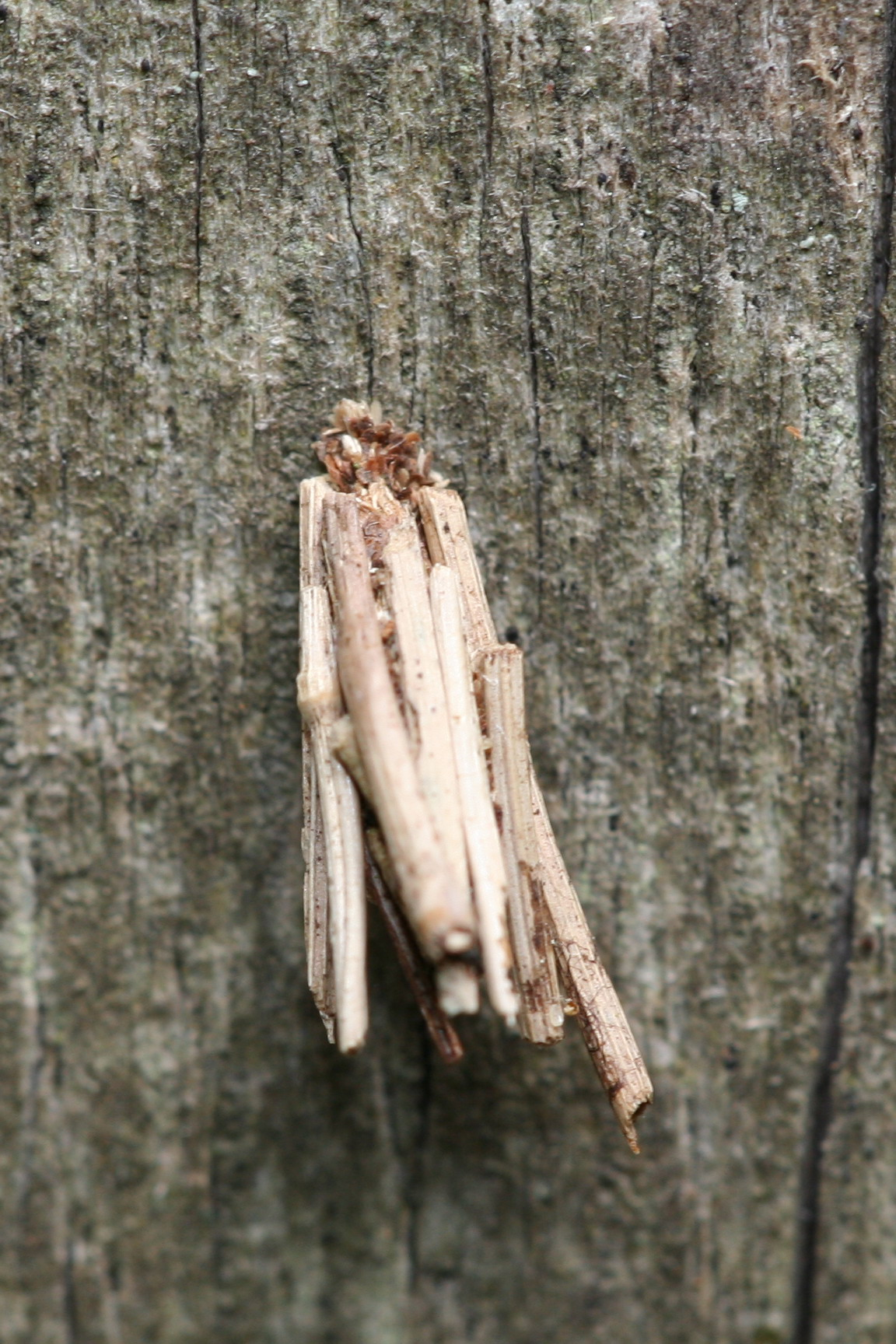
Psyche casta
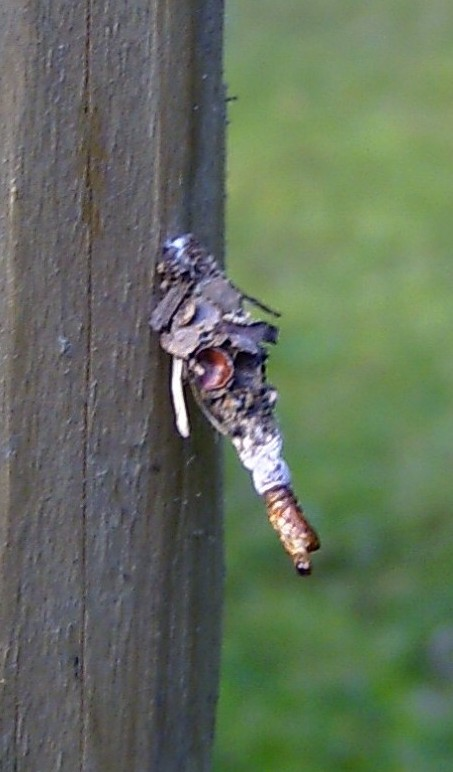
Sterrhopterix fusca
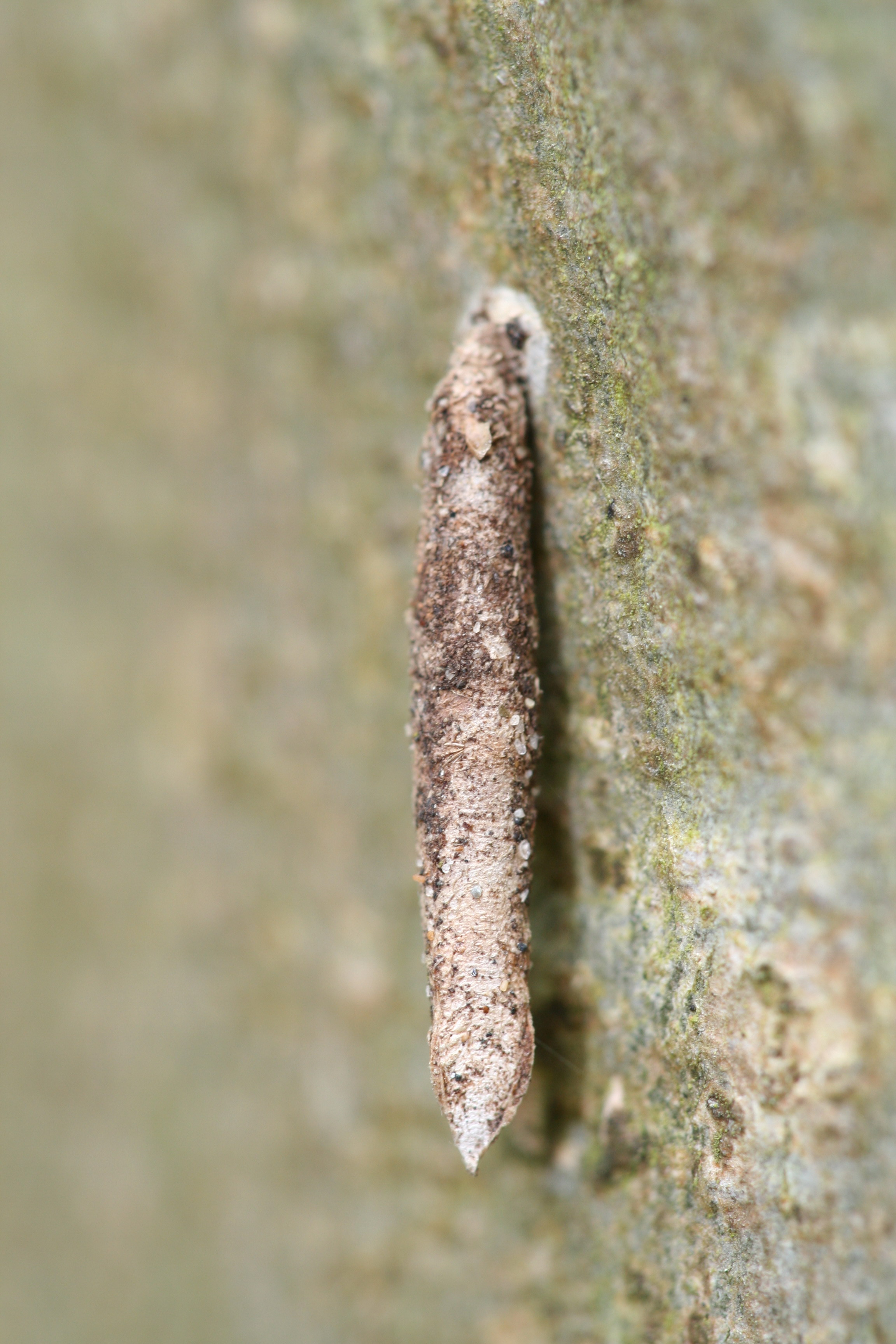
Taleporia tubulosa
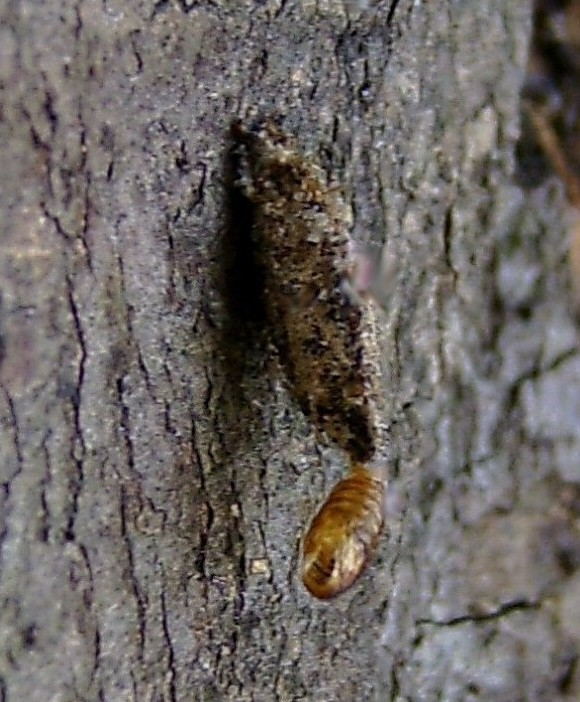
Dahlica triquetrella
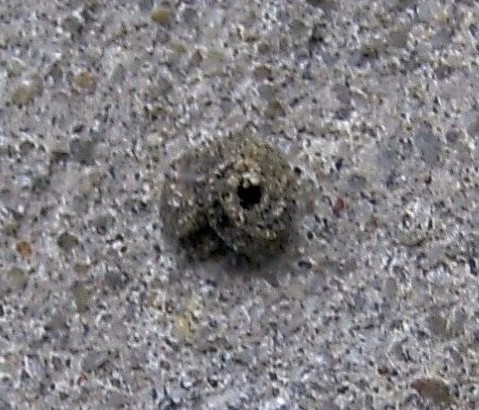
Apterona helicoidella